# Compagnia del Crocifisso e Santa Maria Maddalena dei Bianchi

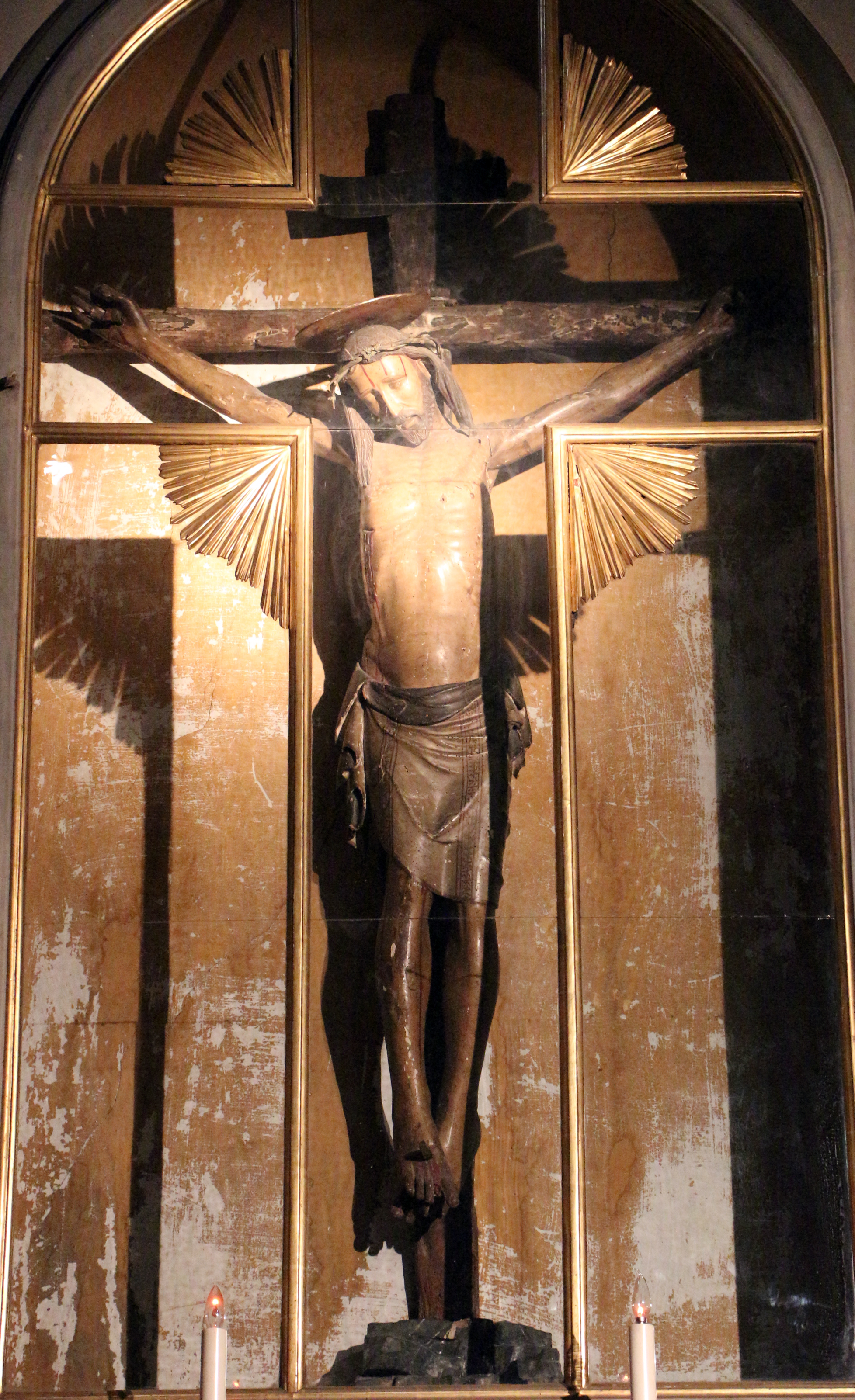
Il Crocifisso dei Bianchi di San Michele Visdomini

La Compagnia del Crocifisso e Santa Maria Maddalena dei Bianchi era un'antica confraternita di Firenze.

## Storia
La confraternita nacque nel 1531 dalla fusione della Compagnia del Crocifisso dei Bianchi, già esistente nella chiesa di San Giovannino dei Cavalieri (all'epoca chiamata ancora chiesa "di San Pietro del Murrone"), e la Compagnia di Santa Maria Maddalena, senza sede propria dopo l'arrivo dei Celestini nella chiesa attualmente chiamata di San Giovannino dei Cavalieri (da non confondersi con Compagnia di San Francesco e Santa Maria Maddalena che si riuniva in Santa Croce). 
La confraternita dei Bianchi era una di quelle compagnie di pellegrini che, tra XIV e XV secolo, attraversavano l'Europa in lunghe vesti bianche e umili, fragellandosi e incitando alla penitenza. Era quindi una compagnia di disciplina, ed era nata nell'anno 1400, quando un gruppo di pellegrini di Norimberga, diretti al Giubileo a Roma, aveva donato ai fiorentini un crocifisso come ringraziamento per l'ospitalità durante una sosta forzata per una pestilenza. Attorno al crocifisso nacque una fervida devozione, che diede origine alla Compagnia, ma col tempo tale culto si affievolì, fino a scomparire. Alcuni veterani della vecchia Compagnia però, dopo il 1450, rifondarono presso la chiesa di Santa Maria degli Angiolini in via Laura una "Compagnia della Rosa", in onore della francescana Rosa da Viterbo. Trasferitisi nuovamente in via San Gallo, i confratelli dovettero cambiare nome alla Compagnia, in quanto all'epoca Rosa era soltanto una beata non ancora canonizzata, dedicandola a San Francesco. Cresciuti però di numero, vennero convinti dai religiosi della loro chiesa a rinnovare la deozione del Crocifisso dei Bianchi, riprendendo il titolo dell'originario sodalizio. 
Nel 1531, come già detto, ebbe la sua formazione definitiva con l'unione dei confratelli della Maddalena.
Nel 1552 la Compagnia e il loro crocifisso seguirono i padri Celestini alla chiesa di San Michele Visdomini, in via dei Servi.
Nel 1665 è ricordato come ormai la confraternita si riunisse nei sotterranei di Sant'Egidio, pur continuando a tenere in San Michelino l'altare con il Crocifisso dei Bianchi. 
Il 20 luglio del 1769 la sede fu di nuovo spostata, alla chiesa di San Benedetto. Nella relazione del 1783 la confraternita è censita con ben cento confratelli. Pochi anni dopo però, nel 1785, fu copita come la grande maggioranza delle altre confraternite fiorentine, dal motu proprio di soppressione del granduca Pietro Leopoldo.

## Pratiche religiose
Le riunioni avevano luogo la seconda e l'ultima domenica del mese, oltre alle solennità del Natale, della Pasqua, dell'Ascensione, del Santissimo Sacramento, del lunedì della Pentecoste (festività preincipale per la confraternita), dell'Avvento, della Quaresima, il Mercoledì, Giovedì e Venerdì Santo, le quattro feste principali di Maria (Natività, Annunciazione, Purificazione e Assunzione), le festività di tutti gli Apostoli e il giorno della Maddalena. 
Molto sentite erano le processioni, in cui i confratelli, tutti vestiti di bianco e incappucciati, andavano in lunghe file frustandosi con la disciplina in rigoroso silenzio. Tra le occasioni di compiere tali cerimonie, c'era quella di andare sempre incontro all'immagine della Madonna dell'Impruneta quando questa veniva portata a Firenze in particolari vicissitudini.

## Stemma e simboli
Lo stemma della Compagnia è  di nero, al Crocifisso al naturale su un monte a tre cime d'oro, con santa Maria Maddalena genuflessa. La Croce con la Maddalena inginocchiata era anche ricamata sulle vesti dei confratelli.